# منتخب إسبانيا تحت 18 سنة لكرة الطائرة للسيدات
منتخب إسبانيا تحت 18 سنة لكرة الطائرة للسيدات هو ممثل إسبانيا الرسمي في المنافسات الدولية في كرة طائرة للسيدات تحت 18 سنة .